# Gare d’Hermes - Berthecourt
Gare d’Hermes - Berthecourt vasútállomás Franciaországban, Hermes településen.

## Vasútvonalak
Az állomást az alábbi vasútvonalak érintik:
- Creil-Beauvais-vasútvonal

## Kapcsolódó állomások
A vasútállomáshoz az alábbi állomások vannak a legközelebb:
- Gare d’Heilles-Mouchy
- Gare de Villers-Saint-Sépulcre
- Gare d’Heilles-Mouchy